# Острова (Эстония)
О́строва (эст. Ostrova), на местном наречии О́струва  — деревня в волости Сетомаа уезда Вырумаа, Эстония. Исторически относится к нулку Коолина.
До административной реформы местных самоуправлений Эстонии 2017 года входила в состав волости Меремяэ (упразднена).

## География и описание
Расположена на юго-востоке Эстонии, в 24 км от уездного города Выру и в 4 км от эстонско-российской границы. Высота над уровнем моря — 125 метров.
Климат переходный от морского к континентальному. Официальный язык — эстонский. Почтовый индекс — 65322.

## Население
По данным переписи населения 2021 года, в Острова насчитывалось 3 жителя, по национальности не эстонцы (сету в перечне национальностей указаны не были), пол и возраст не указаны.
Численность населения деревни Острова по данным переписей населения:
| Год  | 1959 | 1970 | 1979 | 1989 | 2000 | 2011 | 2021 |
| ---- | ---- | ---- | ---- | ---- | ---- | ---- | ---- |
| Чел. | 64   | ↘ 26 | ↘ 22 | ↘ 11 | ↘ 5  | ↘ 1  | ↗ 3  |

## История
В источниках 1686 года упоминается Островъ, 1792 года — Островка, 1859 года — Ostrov, 1904 года — Ostrova, Островы́, Остро́вка, прим. 1920 года — Ostrovki, 1923 года — Ostrovka, 1937 года — Ostruva.
В XIX веке деревня относилась к общине Коолина и к приходу Залесье. В середине XIX века здесь жили эстонцы-лютеране. В источниках 1882 года обозначена как деревня, так и одноимённый отрез (хутора), в 1923 году также упоминаются хутора и в 1939 году дополнительно одноимённая пустошь.
Летом в Острова проходит ежегодный фестиваль «Остров».

## Комментарии
1. ↑  Эстонские топонимы, оканчивающиеся на -а, не склоняются (исключение — Нарва)